# 塩売原の戦い
塩売原の戦い（しおうりはらのたたかい）は、1477年の太田道灌と長尾景春の戦い。

## 概要
用土原の戦いで景春に勝利した道灌だが、古河公方足利成氏が上野滝にまで軍を進めてきたため、文明10年（1477）9月に上野の荒巻に軍を動かした。
鉢形城に籠もっていた景春も、越後の長尾為景や下野の那須明資に援軍を求め、上野の塩売原に布陣。10月2日から睨み合ったが、互いに決戦を挑まず、11月14日に景春が退却し始めると、道灌も退却した。